# 克勒克卡莱省

克勒克卡莱省

克勒克卡莱省（土耳其语：Kırıkkale il）是位于土耳其中部的一个省，面积4,589平方公里，首府克勒克卡莱。